# Zdeněk Zahradník (historik)
Zdeněk Zahradník (* 27. srpna 1955 Rychnov nad Kněžnou) je český archivář, památkář, knihovník, divadelník a někdejší dlouholetý ředitel Muzea východních Čech v Hradci Králové.
Zaměřuje se na historii amatérského divadla, historické knihovny, věnuje se rovněž regionální historii a teorii muzejního výstavnictví.

## Život
V letech 1975–1980 vystudoval archivnictví a dějepis na Filozofické fakultě Univerzity Karlově. Roku 1985 úspěšně složil státní rigorózní zkoušku. V roce 1992 dokončil studia muzeologie na Masarykově univerzitě v Brně.
Pracoval ve Státním oblastním archivu v Zámrsku a v muzeu v Dobrušce. Dne 1. února 1982 se stal metodikem pro kronikářství Krajského muzea východních Čech v Hradci Králové (KMVČ). Později se stal vedoucím hradeckého pracoviště KMVČ (KMVČ mělo od roku 1973 dvě pobočky – v Pardubicích a v Hradci Králové). V roce 1990 Z. Zahradník vypisoval výběrové řízení na místo nového ředitele hradeckého muzea, do něhož se však nepřihlásil. Kvůli nepřítomnosti zvoleného kandidáta vedl muzeum jako zastupující ředitel (1990–1991), přičemž v roce 1991 došlo oddělením pardubického pracoviště k rozdělení krajského muzea a vzniku Muzea východních Čech v Hradci Králové. V letech 1994–2010 byl řádným ředitelem muzea. Pro muzeum zajistil objekt v Gayerových kasárnách a zavedl Muzejní adventní trh. Z postu odešel sám z osobních důvodů v polovině srpna 2010. V roce 2009 začal spolupracovat s Univerzitou Hradec Králové a v roce 2013 se stal jejím zaměstnancem, přičemž působil na katedře pomocných věd historických a archivnictví. K roku 2024 je vedoucím Biskupské knihovny Biskupství královéhradeckého a koordinátorem přípravy expozic Muzea Náchodska.
V roce 2006 založil v Dobrušce Zahradní divadelní slavnosti.
V letech 2016–2020 působil jako památkář a historik v projektu Brána moudrosti otevřená.
V roce 2019 se stal kmotrem knihy Museum v detailu, a to u příležitosti otevření zrekonstruované historické budovy Muzea východních Čech. V roce 2020 byla vydána fotografická kniha Hradec Králové – město v přírodě doplněná o Zahradníkovy komentáře. Dne 30. června 2021 obdržel cenu města Hradce Králové nazvanou Primus inter pares, která je udělována za výjimečné výsledky v oblasti kultury, výchovy, vědy a sportu.